# Селище Таїрова
Житловий масив імені Таїрова (неофіційно просто Таїрова) — назва багатоповерхового житлового району міста Одеса. Середню частину території житлового масиву займає житловий масив «Улянівський» призначений для працівників Чорноморського морського пароплавства та порту.

## Історія
Територія, де виник житловий масив імені Таїрова у дорадянський період практично не була заселена, частина території використовувалась під господарські потреби. По території пролягали два шляхи — дорога на Великий Фонтан, яка носить назву Фонтанська дорога, і дорога на Люстдорф, яка нині носить назву Люстдорфська дорога. У 1915 році на дорозі на Люстдорф було прокладено лінію електричного трамваю, який з'єднував села, що були розташовані на схід від цієї дороги з центром міста. Таким чином у цій місцевості вже з 1910-х років була непогана інфраструктура.
У 1950 — 1960-х роках, коли міськвиконком став у масовому порядку виділяти одеситам землю під індивідуальне будівництво, то на захід від Люстдорфської дороги у районі вулиць Костанді та Левітана виникли селища, на ділянках що були виділені порту, Чорноморського морського пароплавства (селище Моряків) та іншими відомствами пов'язаними з морем. Селища швидко збільшувалися і пізніше були об'єднані у житловий масив «Улянівський».
На межі 1960-х та 1970-х років був запроєктований великий житловий масив багатоповерхових будинків, який складався з чотирьох мікрорайонів. У межах його території знаходився житловий масив «Улянівський», який повинний був бути знищеним. Крім того, іншу частину території займали городи і виноградники колгоспу імені Карла Лібкнехта, котрий постачав у місто помідори, баклажани та вино. Передача землі сільськогосподарського призначення під теплиці і багаторічні культури була справою нелегкою і вирішувалася на рівні Верховної Ради УРСР.
На місці полів дуже швидко виникли нові будови, але забудова території Улянівського житлового масиву відбувалася дуже повільно і таким чином було вирішено заснувати новий житловий масив «Південний», на території якого були розташовані лише сільськогосподарські території та кладовище. У 1980-х роках на п'ятій станції Люстдорфської дороги почали будувати лікарню швидкої допомоги, але вже на початку 1990-х років будівництво припинилося. На початку 2000-х років навколо будівлі з'явився кластер житлових багатоповерхових будинків, будівництво лікарні було завершено із реконструкцію у житловий будинок з вбудовано-прибудованими приміщеннями.
У житловому масиві розташований сквер імені академіка Корольова, де у 1980-і роки був розташований літній кінотеатр «Луч». Є семиповерхова поліклініка типового проєкту 1970-х років. Дитяча поліклініка довгі роки знаходилася у пристосованому для даної потреби будинку гуртожитку, але у 2007 році вона переїхала у новий спеціальний будинок на проспекті Ярослава Мудрого.
Первісно у районі не планувалося влаштовувати базари, але у 1990-х роках на проспекті Ярослава Мудрого виник базар «Людмила» і стихійний овочевий базар «Київський».
На півночі житлового масиву були споруджені адміністративні будови Станкобудівного технікуму, Обласного управління міліції, телефонної станції, райвиконкому Київського району.
Житловий масив «Таїрова» складається з чотирьох мікрорайонів обмежених вулицями Інглезі, Люстдорфська дорога, проспект Ярослава Мудрого і проспект Небесної Сотні. На південь від проспекту Ярослава Мудрого починається більш сучасний житловий масив «Південний». Загалом на «Таїрова» Улянівському житловому масиві (близько 3 тис. жителів) та «Південному» мешкають 137 тисяч жителів.  